# Azerbajdzjan i olympiska sommarspelen 2004
Azerbajdzjan deltog vid de olympiska sommarspelen 2004 i Aten, Grekland, med en trupp bestående av 36 deltagare, 30 män och 6 kvinnor, och de tog totalt fem medaljer.

## Medaljörer
| Medalj | Namn                    | Sport     | Gren                            |
| ------ | ----------------------- | --------- | ------------------------------- |
| Guld   | Farid Mansurov          | Brottning | Herrarnas 66 kg grekisk-romersk |
| Brons  | Fuad Aslanov            | Boxning   | Herrarnas flugvikt              |
| Brons  | Aghasi Mammadov         | Boxning   | Herrarnas bantamvikt            |
| Brons  | Irada Ashumova          | Skytte    | Damernas 25 m pistol            |
| Brons  | Zemfira Meftachetdinova | Skytte    | Damernas skeet                  |

## Boxning
| Idrottare        | Gren          | Sextondelsfinaler         | Åttondelsfinaler         | Kvartsfinaler          | Semifinaler             | Final                | Final            |                  |
| Idrottare        | Gren          | Motståndare Resultat      | Motståndare Resultat     | Motståndare Resultat   | Motståndare Resultat    | Motståndare Resultat | Placering        |                  |
| ---------------- | ------------- | ------------------------- | ------------------------ | ---------------------- | ----------------------- | -------------------- | ---------------- | ---------------- |
| Jeyhun Abiyev    | Lätt flugvikt | Bedák (HUN) W 23-8        | Yalçınkaya (TUR) L 20-23 | Gick inte vidare       | Gick inte vidare        | Gick inte vidare     | Gick inte vidare |                  |
| Fuad Aslanov     | Flugvikt      | Rakotoarimbelo (MAD) W WO | Izoria (GEO) W 27-21     | Rzany (POL) W 24-23    | Thomas (FRA) L 18-23    | Gick inte vidare     | =                |                  |
| Aghasi Mammadov  | Bantamvikt    | Brunker (AUS) W RSCOS     | Dalakliev (BUL) W 35-16  | Tretyak (UKR) W 32-12  | Petchkoom (THA) L 19-27 | Gick inte vidare     | =                |                  |
| Shahin Imranov   | Fjädervikt    | Galada (RSA) W RSCOS      | Tichtchenko (RUS) L RSCI | Gick inte vidare       | Gick inte vidare        | Gick inte vidare     | Gick inte vidare |                  |
| Rovshan Huseynov | Lättvikt      | Mahlangu (RSA) W 22-14    | Escobedo (USA) W 36-18   | Kindelán (CUB) L 11-23 | Gick inte vidare        | Gick inte vidare     | Gick inte vidare |                  |
| Ruslan Khairov   | Weltervikt    | Trupish (CAN) W RSCI      | Silamu (CHN) W 26-16     | Aragón (CUB) L 14-16   | Gick inte vidare        | Gick inte vidare     | Gick inte vidare |                  |
| Javid Taghiyev   | Mellanvikt    | Gazis (GRE) W 32-31       | Suriya (THA) L 19-19     | Gick inte vidare       | Gick inte vidare        | Gick inte vidare     | Gick inte vidare |                  |
| Ali Ismayilov    | Lätt tungvikt | Silva (BRA) W 27-22       | Pavlidis (GRE) L 16-31   | Gick inte vidare       | Gick inte vidare        | Gick inte vidare     | Gick inte vidare |                  |
| Vüqar Äläkbärov  | Tungvikt      | i.u.                      | Kladouchas (GRE) W 18-14 | Al Shami (SYR) L DQ    | Gick inte vidare        | Gick inte vidare     | Gick inte vidare | Gick inte vidare |

## Brottning
Fristil
| Namig Abdullayev | 55 kg | Pool 4 Tanabe (JPN) L 2-5 Dutt (IND) W 6-2        | 2   | Gick inte vidare    | Gick inte vidare | Gick inte vidare                  | Gick inte vidare |
| Elman Asgarov    | 66 kg | Pool 7 Bodisteanu (ROU) W 7-3 Kelly (USA) L 2-3   | 2   | Gick inte vidare    | Gick inte vidare | Gick inte vidare                  | Gick inte vidare |
| Elnur Aslanov    | 74 kg | Pool 2 Abdusalomov (TJK) L 3-7 Igali (CAN) L 1-7  | 3   | Gick inte vidare    | Gick inte vidare | Gick inte vidare                  | Gick inte vidare |
| Rustam Aghayev   | 96 kg | Pool 3 Bairamukov (KAZ) W 7-2 Jacobs (NAM) W 11-0 | 1 Q | Heidari (IRI) L 5-0 | Gick inte vidare | Femte plats-final Wang (CHN) W TO | 5                |

Grekisk-romersk
| Vitaliy Rahimov | 60 kg | Pool 1 Zawadzki (POL) W 4-2 Jung (KOR) L 0-3                                   | 2   | Gick inte vidare     | Gick inte vidare       | Gick inte vidare   | Gick inte vidare | Gick inte vidare |
| Farid Mansurov  | 66 kg | Pool 3 Maren (CUB) W 3-0 Wolny (POL) W 6-2                                     | 1 Q | Zeidvand (IRI) W 2-1 | Samuelsson (SWE) W 3-1 | Eroğlu (TUR) W 4-3 | 1                |                  |
| Vugar Aslanov   | 74 kg | Pool 6 Kolitsopoulos (GRE) L 2-2 Dokturishvili (UZB) L PA Berzicza (HUN) L 4-0 | 4   | Gick inte vidare     | Gick inte vidare       | Gick inte vidare   | Gick inte vidare |                  |

## Friidrott
Herrar
Bana, maraton och gång
| Idrottare        | Gren      | Heat     | Heat      | Kvartsfinal      | Kvartsfinal      | Semifinal        | Semifinal        | Final            | Final            |
| Idrottare        | Gren      | Resultat | Placering | Resultat         | Placering        | Resultat         | Placering        | Resultat         | Placering        |
| ---------------- | --------- | -------- | --------- | ---------------- | ---------------- | ---------------- | ---------------- | ---------------- | ---------------- |
| Teymur Gasimov   | 100 meter | 11,17    | 8         | Gick inte vidare | Gick inte vidare | Gick inte vidare | Gick inte vidare | Gick inte vidare | Gick inte vidare |
| Dadash Ibrahimov | 200 meter | 21,60    | 7         | Gick inte vidare | Gick inte vidare | Gick inte vidare | Gick inte vidare | Gick inte vidare | Gick inte vidare |
| Alibay Shukurov  | 800 meter | 1:51,11  | 7         | i.u.             | i.u.             | Gick inte vidare | Gick inte vidare | Gick inte vidare | Gick inte vidare |

Fältgrenar och tiokamå
| Idrottare      | Gren    | Kval     | Kval      | Final            | Final            |
| Idrottare      | Gren    | Resultat | Placering | Resultat         | Placering        |
| -------------- | ------- | -------- | --------- | ---------------- | ---------------- |
| Sergey Bochkov | Tresteg | DNS      | x         | Gick inte vidare | Gick inte vidare |

Damer
Fältgrenar och sjukamp
| Idrottare     | Gren          | Kval     | Kval      | Final            | Final            |
| Idrottare     | Gren          | Resultat | Placering | Resultat         | Placering        |
| ------------- | ------------- | -------- | --------- | ---------------- | ---------------- |
| Marina Lapina | Släggkastning | 55,34    | 46        | Gick inte vidare | Gick inte vidare |

## Fäktning
Damer
| Yelena Jemayeva | Sabel | i.u. | Pattaro (BRA) W 15-8 | Marzocca (ITA) W 15-6 | Zagunis (USA) L 15-11 | Gick inte vidare | Gick inte vidare | Gick inte vidare |

## Gymnastik

### Rytmisk
| Idrottare      | Gren         | Kval     | Kval   | Kval   | Kval   | Kval   | Kval      | Final            | Final            | Final            | Final            | Final            | Final            |
| Idrottare      | Gren         | Tunnband | Boll   | Käglor | Band   | Totalt | Placering | Tunnband         | Boll             | Käglor           | Band             | Totalt           | Placering        |
| -------------- | ------------ | -------- | ------ | ------ | ------ | ------ | --------- | ---------------- | ---------------- | ---------------- | ---------------- | ---------------- | ---------------- |
| Anna Gurbanova | Individuellt | 22,775   | 23,525 | 22,800 | 23,200 | 92,300 | 14        | Gick inte vidare | Gick inte vidare | Gick inte vidare | Gick inte vidare | Gick inte vidare | Gick inte vidare |

## Judo
Herrar
| Idrottare        | Gren                     | Sextondelsfinal                 | Åttondelsfinal               | Kvartsfinal                | Semifinal            | Återkval                                                          | Final                               | Final            |
| Idrottare        | Gren                     | Motståndare Resultat            | Motståndare Resultat         | Motståndare Resultat       | Motståndare Resultat | Motståndare Resultat                                              | Motståndare Resultat                | Placering        |
| ---------------- | ------------------------ | ------------------------------- | ---------------------------- | -------------------------- | -------------------- | ----------------------------------------------------------------- | ----------------------------------- | ---------------- |
| Elchin Ismayilov | Halv lättvikt (-66 kg)   | Ungvári (HUN) L 0012-1010       | Gick inte vidare             | Gick inte vidare           | Gick inte vidare     | Gick inte vidare                                                  | Gick inte vidare                    | Gick inte vidare |
| Mehman Azizov    | Halv mellanvikt (-81 kg) | Ibragimov (KGZ) W 1010-0001     | Shundzikau (BLR) W 0010-0001 | Krawczyk (POL) L 0000-1001 | Gick inte vidare     | Omgång 2 Hawn (USA) W 1000-0000 Omgång 3 Wanner (GER) W 1000-0000 | Bronsmatch Nossov (RUS) L 0020-0100 | =5               |
| Movlud Miraliyev | Halv tungvikt (-100 kg)  | van der Geest (NED) L 0001-1011 | Gick inte vidare             | Gick inte vidare           | Gick inte vidare     | Gick inte vidare                                                  | Gick inte vidare                    | Gick inte vidare |

## Taekwondo
| Idrottare           | Gren             | Åttondelsfinaler       | Kvartsfinaler        | Semifinaer                | Återkval             | Bronsmatch              | Final                | Final            |
| Idrottare           | Gren             | Motståndare Resultat   | Motståndare Resultat | Motståndare Resultat      | Motståndare Resultat | Motståndare Resultat    | Motståndare Resultat | Placering        |
| ------------------- | ---------------- | ---------------------- | -------------------- | ------------------------- | -------------------- | ----------------------- | -------------------- | ---------------- |
| Nijamaddin Pasjajev | Herrarnas −68 kg | Song M-S (KOR) L 13–15 | Gick inte vidare     | Gick inte vidare          | Gick inte vidare     | Gick inte vidare        | Gick inte vidare     | Gick inte vidare |
| Rasjad Ahmadov      | Herrarnas −80 kg | Osuji (TRI) W 10–3     | Negrel (FRA) W 24–17 | Tanrıkulu (TUR) L 6–6 SUP | Bye                  | Estrada (MEX) W 9–9 SUP | Karami (IRI) L 8–9   | 4                |